# 13843 Ковенбравн
13843 Ковенбравн (13843 Cowenbrown) — астероїд головного поясу, відкритий 6 грудня 1999 року.
Тіссеранів параметр щодо Юпітера — 3,645.